# Varen Met Torline
Varen Met Torline är en nederländsk flexisingel av Cornelis Vreeswijk släppt 1978. Båda låtarna ligger på samma sida på denna fyrkantiga skiva av blå plast. Båda låtarna innehåller talade reklaminslag, och andra låten finns inte utgiven på någon annan skiva.
- A-sida: Varen Met Torline
- A-sida: I Fjol Gick Jag Med Herrarna I Hagen"